# Marianne (Pennsylvanie)
Pour les articles homonymes, voir Marianne (homonymie).
Ne doit pas être confondu avec Marianna (Pennsylvanie).
Marianne est une census-designated place située dans le comté de Clarion, dans le Commonwealth de Pennsylvanie, aux États-Unis. Sa population, qui s’élevait à 1 167 habitants lors du recensement de 2010, est estimée à 1 174 habitants au 1er juillet 2020.

## Source
- (en) Cet article est partiellement ou en totalité issu de l’article de Wikipédia en anglais intitulé « Marianne, Pennsylvania » (voir la liste des auteurs).

1. ↑  (en) « Données sur Marianne »(Archive.org • Wikiwix • Archive.is • Google • Que faire ?) (consulté le 15 janvier 2021)
2. ↑  (en) « Marianne, Pennsylvania - Basic Facts » [« Estimations sur Marianne »], sur pennsylvania.hometownlocator.com (consulté le 15 janvier 2021).